# Parque de les Rieres d'Horta
El parque de les Rieres d'Horta se encuentra en el distrito de Horta-Guinardó de Barcelona. Fue inaugurado en 2013 tras cuatro años de obras, con un coste de 44,7 millones de euros. Este parque fue concebido con criterios de autosuficiencia y sostenibilidad, una de las premisas básicas en la creación de áreas verdes en la ciudad condal en la actualidad, como los parques de Can Rigal, de la Primavera y del Torrent Maduixer.

## Historia

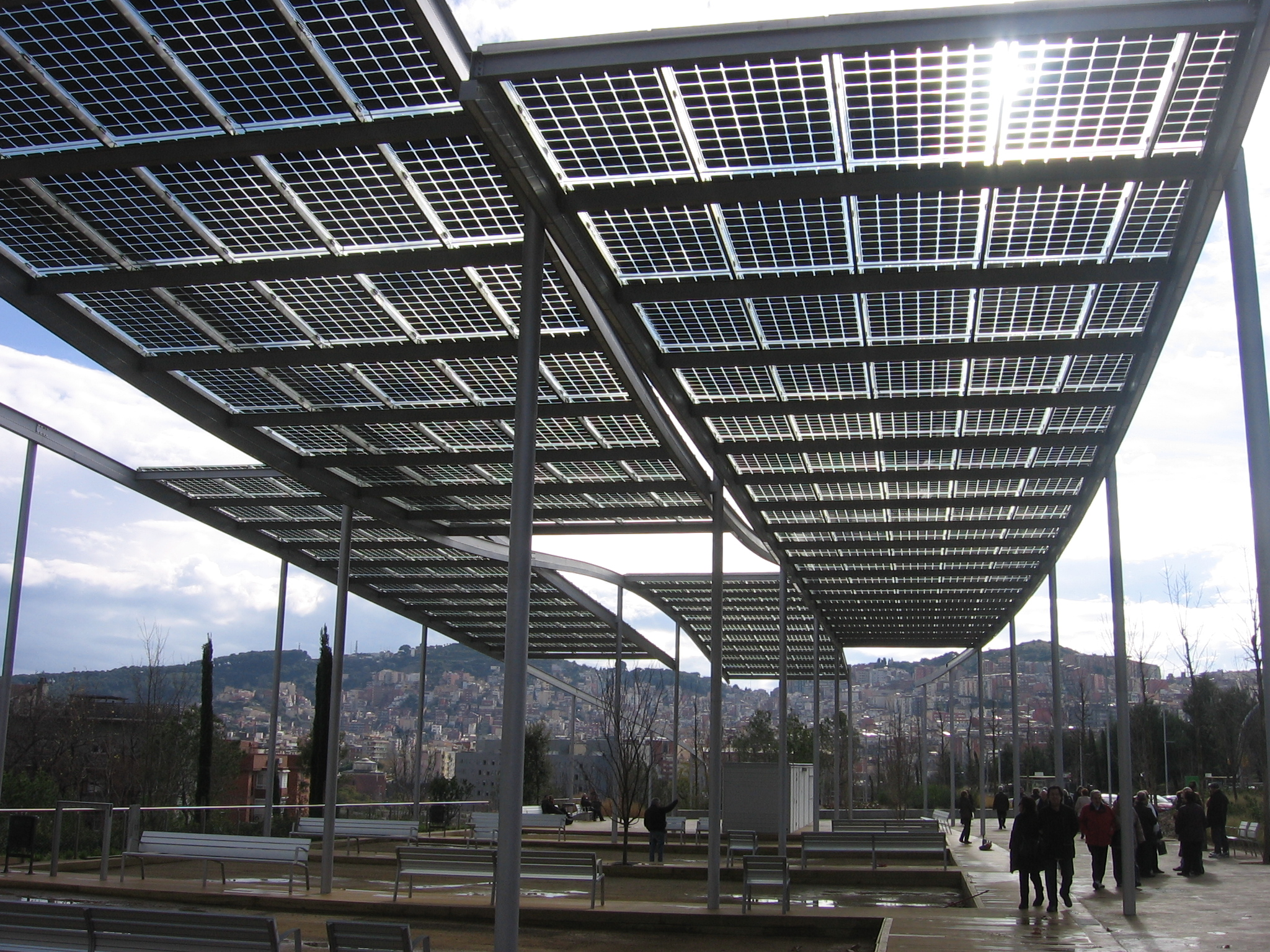
Placas fotovoltaicas.

El nombre proviene de la abundante presencia de fuentes, pozos, torrentes y arroyos de agua en la zona (riera en catalán quiere decir «arroyo, rambla»), que llevó antaño a calificar al municipio de Sant Joan d'Horta como la «ciudad del agua». Esta abundancia de recursos hidráulicos provenía de la proximidad con la sierra de Collserola. Así, en esta zona se hallaban torrentes como los de Montbau, Pomaret, Generet y Duran, que se unían justo donde ahora se sitúa el parque, y formaban la riera de Marcel·lí. A su vez, este se unía más abajo con otros torrentes del distrito, y formaban la Riera d'Horta, uno de los principales caudales de abastecimiento de Barcelona.

## Descripción
Se trata de un parque lineal, que transcurre a todo lo largo de la avenida del Estatuto de Cataluña, desde la plaza del Estatuto hasta la plaza de Botticelli. Se encuentra sobre un parque de limpieza y depósito pluvial, que queda soterrado bajo la calle. Ha sido diseñado con los máximos criterios de sostenibilidad, como se denota en la energía producida por unas pérgolas fotovoltaicas que abastecen la red de alumbrado, que es de tecnología LED. Igualmente, el riego se realiza con aguas freáticas, y la vegetación es toda de tipo mediterráneo, adaptada de forma óptima al ambiente. Para conocer mejor esta vegetación hay un recorrido botánico con letreros que ofrecen el nombre científico de cada especie. El parque se encuentra en una zona de desnivel, por lo que se estructura en diversas terrazas: en la superior se encuentra la pérgola fotovoltaica, de 642 m² y una potencia nomimal de 66 kW, que está situada sobre una serie de pistas de petanca, a las que proporciona sombra; en la segunda terraza se halla un circuito de gimnasia con aparatos pensados especialmente para personas mayores; a continuación otra terraza alberga una zona de juegos infantiles; por último, en la parte inferior hay una fuente con surtidores de agua y una plaza de sablón con un escenario para fiestas populares.